# Canton de Saint-Chamond-Sud
Le canton de Saint-Chamond-Sud est une ancienne division administrative française située dans le département de la Loire et la région Rhône-Alpes.

## Histoire
Le canton de Saint-Chamond-Sud a été créé par le décret du 24 décembre 1984 scindant en deux le canton de Saint-Chamond.
Il est supprimé lors du redécoupage cantonal de 2014 par le décret du 21 février 2014.

## Représentation
| Période | Période | Identité          | Étiquette | Qualité |
| ------- | ------- | ----------------- | --------- | --- |
| 1985    | 1992    | Jacques Badet     | PS        | Professeur Député (1981-1988) Maire de Saint-Chamond (1977-1989) Ancien conseiller général du Canton de Saint-Chamond (1979-1985) |
| 1992    | 1998    | José-Pierre Simon | RPR       | Médecin Adjoint au Maire de Saint-Chamond                                                                                         |
| 1998    | 2015    | Marc Lassablière  | PS        | Retraité Ancien Adjoint au Maire de Saint-Chamond                                                                                 |

## Composition
Le canton de Saint-Chamond-Sud se composait d’une fraction de la commune de Saint-Chamond et d'une autre commune. Il comptait 19 536 habitants (population municipale) au 1er janvier 2012.
| Nom                       | Code Insee | Intercommunalité        | Population (dernière pop. légale)               |
| ------------------------- | ---------- | ----------------------- | ----------------------------------------------- |
| Saint-Chamond (chef-lieu) | 42207      | Saint-Étienne Métropole | Fraction : 18 563(2012) Commune : 35 097 (2014) |
| La Valla-en-Gier          | 42322      | Saint-Étienne Métropole | 985 (2014)                                      |

## Démographie
| 1962 | 1968 | 1975 | 1982 | 1990 | 1999 | 2009 |
| ---- | ---- | ---- | ---- | ---- | ---- | ---- |
| -    | -    | -    | -    | -    | -    | -    |